# Staufenkapelle
Die Staufenkapelle befindet sich im Ortsteil Nonn von Bad Reichenhall. Die Kapelle steht unter Denkmalschutz und ist unter der Nummer D-1-72-114-334 in die Bayerische Denkmalliste eingetragen.

## Lage
Die Staufenkapelle befindet sich unterhalb des Gipfels des Hochstaufens auf einer Höhe von etwa 1750 m und ist nur wenige Meter vom Reichenhaller Haus entfernt.

## Geschichte

### Errichtung
Die Kapelle wurde von 1928 bis 1929 durch die Gesellschaft der Staufenfreunde errichtet. Der Entwurf – nach einer Anregung des Pfarrers von St. Nikolaus – stammt vom Zimmermeister Brandauer, der auch die Bauleitung übernahm. Während der Bauarbeiten brach nach einem Erdbeben ein großer Felsbrocken am Gipfel ab und beschädigte das Dach der Kapelle, die Schäden konnten erst im Jahr 1929 nach der Schneeschmelze behoben werden. Am 29. Juni 1929 konnte die Kapelle feierlich eingeweiht werden.
Paul Leitner, der letzte lebende Miterbauer der Kapelle, starb im Dezember 2013 im Alter von 98 Jahren.

### Restaurierung
1952 wurden die Türflügel erneuert und 1962 schuf der Kirchenmaler Georg Gschwendner das Altarbild der Kapelle. 1973 erfolgte eine Generalsanierung der Kapelle, bei der Dach und Dachreiter erneuert wurden, 1987 erfolgte eine weitere Restaurierung.
2017, über 50 Jahre nach der Generalsanierung, wurden Dach und Dachreiter erneut saniert, die Staufenfreunde leisteten dafür über 300 ehrenamtliche Stunden. An den Arbeiten waren Zimmerer, Maurer, Spengler und weitere Helfer beteiligt. Ein Teil des Materials wurde mit dem Hubschrauber zur Kapelle geflogen, vieles wurde jedoch von den Staufenfreunden in Eigenleistung auf den Berg getragen. Aufgrund der begrenzten Platzverhältnisse und der exponierten Lage ist es nicht möglich, an der Kapelle ein Gerüst aufzustellen, was die Arbeiten am Bauwerk zusätzlich erschwert.

## Beschreibung
Die Kapelle weist einen rechteckigen Grundriss auf und wurde teilweise in den Fels gebaut. Der Steinbau trägt ein Satteldach mit Schindeln aus Lärchenholz und einem Dachreiter. Oberhalb des Portals mit zwei hölzernen Türflügeln befindet sich ein Kruzifix und in der westlichen Mauer ein kleines Fenster.
In der steinernen Altarnische hängt das von zwei Engeln flankierte Altarbild „Die Verklärung Christi auf dem Berg Tabor“ von Georg Gschwendner. Links neben dem Altarbild befindet sich eine Marienstatue und rechts eine Statue des auferstandenen Heilands. An der Wand zwischen Portal und Fenster hängt eine kleine Glocke.
Links neben der Kapelle ist im Fels eine Gedenktafel für die während beider Weltkriege gefallenen Mitglieder des DAV angebracht sowie eine Gedenktafel für die Wirtsleute des Staufenhauses, die bei einem Raubüberfall 1993 ermordet wurden.

## Heutige Nutzung
Neben in unregelmäßig veranstalteten Andachten im kleinen Rahmen ist die Staufenmesse, die – abhängig von den Witterungsverhältnissen – üblicherweise am ersten Sonntag nach der Sommersonnenwende stattfindet, das größte Ereignis im Zusammenhang mit der Kapelle. Am Vorabend wird der Gipfelgrat und der Weg vor der Kapelle bei Einbruch der Nacht von den Staufenfreunden mit unzähligen Feuern beleuchtet. Am Sonntag kommen viele weitere Gläubige zur Kapelle, um dem Gottesdienst beizuwohnen.